# Hirzli
Hirzli är en bergstopp i Schweiz.   Den ligger i kantonen Glarus, i den östra delen av landet, 120 km öster om huvudstaden Bern. Toppen på Hirzli är 1 640 meter över havet, eller 86 meter över den omgivande terrängen. Bredden vid basen är 0,26 km.
Terrängen runt Hirzli är bergig åt sydost, men åt nordväst är den kuperad. Runt Hirzli är det ganska tätbefolkat, med 179 invånare per kvadratkilometer.. Närmaste större samhälle är Rapperswil, 17,3 km nordväst om Hirzli. 
I omgivningarna runt Hirzli växer i huvudsak blandskog.